# Мокош
Мокош (още Макош, Мокоша, Мокуша, Мокощ) е богиня, почитана от източните славяни. Тя охранява хамбарите, оборите, плевните и кошарите, и дарява храната и дрехите в семейството. Грижи се за добруването на рода и дома, за материалното подсигуряване на неговите обитатели. Представяна е като млада дългокоса жена с рог в дясната ръка, което е явен паралел с общоиндоевропейската идея за „Рога на изобилието“.
Името ѝ е с твърде неясна етимология и многото автори дават напълно противоположни значения. Името ѝ често се споменава в комбинация с Мати Сыра Земля, т.е. налице е връзка с влажната земя, което е в близка релация с плодородието на почвата: влажна земя – плодовита земя – богата реколта и обратно – суха земя – безплодна земя – бедна реколта.
Мокош вероятно е едно от превъплъщенията на Майката Земя. Като такова, тя е била особено почитана сред източните славяни и била единствената богиня включена във Владимировия висш пантеон, наред с боговете Перун, Хърс, Даждбог, Стрибог и Симаргал.
Според някои автори Мокош е била съпруга на Велес – господаря на градината на праведните Рай. В този смисъл тя е представяна като богиня на подземния свят, Нав. В подкрепа на този възглед е и пасажът: „требу кладутъ и творят... Мокошьи диве.... мажютъ Екатию богыню, сию же деву творятъ и Мокошь чтут“ от „Слово об идолах“, където Мокош е сравнявана с древногръцката Хеката.
За богиня Мокош също се споменава в „Слово о мздоимании“, „Слово о покаянии“ и др.